# 2016년 하계 올림픽 과테말라 선수단
2016년 하계 올림픽 과테말라 선수단은 2016년 8월 5일에서 8월 21일까지 브라질 리우데자네이루에서 열린 2016년 하계 올림픽에 참가한 올림픽 과테말라 선수단이다. 다른 세 번의 대회(1956~1964)에 선수 등록에 실패했음에도 불구하고 1952년 데뷔 이후 과테말라의 14번째 하계 올림픽 출전이 되었다.
과테말라 올림픽 위원회(스페인어: Comité Olímpico Guatemalteco)는 남자 15명, 여자 6명으로 구성된 21명의 선수로 구성된 팀이 10개 종목에 출전할 것을 확정했다. 이는 1996년 이후 올림픽에 파견된 국내 최대 규모의 대표단으로, 2012년 런던 올림픽에서 세운 19명의 선수단 기록을 넘어섰다.
과테말라 선수 중 배드민턴 선수 케빈 코르돈(Kevin Cordón)과 레이저 선원 후안 이그나시오 마에글리(Juan Ignacio Maegli) 두 명이 리우데자네이루에 3회 연속 출전했다. 다른 주목할만한 선수로는 더블 트랩 사격의 엔리케와 헤베르 브롤 형제, 팀의 막내(17세)인 장거리 자유형 수영 선수 발레리 그루에스트, 2012년 미국 최초의 올림픽 메달리스트로 떠오른 경보 선수 에릭 바론도 등이 있었다. 올림픽에서 가장 성공적인 선수인 바론도는 원래 과테말라 국기를 들고 다니도록 선발되었지만 대회 대신 훈련에 집중하기로 결정했다. 기계 체조 선수이자 청소년 올림픽 선수인 아나 소피아 고메즈(Ana Sofía Gómez)는 개회식에서 마지막 순간에 바론도의 자리를 맡아 팀을 이끌었다. 이는 2004년 수영 선수 기셀라 모랄레스(Gisela Morales) 이후 역사상 두 번째 여성 선수이다.
이전 대회와 달리 과테말라는 올림픽 메달 하나 없이 리우데자네이루를 떠났다. 이번 대회에 출전한 과테말라 선수 중 매글리(Maegli)만이 2012 런던 올림픽에서 9위를 차지하며 팀 최고의 성적을 거두고 레이저 항해 부문에서 8위를 차지했다.

## 같이 보기
- 올림픽 과테말라 선수단